# Papamosques furtiu
El papamosques furtiu (Ficedula disposita) és una espècie d'ocell de la família dels muscicàpids (Muscicapidae). Es troba a les Filipines. El seu hàbitat natural són els boscos tropicals i subtropicals de frondoses humits de les terres baixes i de l'estatge montà. Pateix la pèrdua d'hàbitat i el seu estat de conservació es considera gairebé amenaçat.